# Efferia zetterstedti
Efferia zetterstedti este o specie de muște din genul Efferia, familia Asilidae. A fost descrisă pentru prima dată de Jaennicke în anul 1865.
Este endemică în Venezuela. Conform Catalogue of Life specia Efferia zetterstedti nu are subspecii cunoscute.